# Stand Up
Stand Up је други студијски албум британске рок групе Jethro Tull, објављен 1969. године. Био је то први албум групе са гитаристом Мартином Баром, који је постао дугогодишњи гитариста бенда до његовог првобитног распада 2012. Пре почетка снимања албума, оригинални гитариста бенда Мик Абрахамс напустио је бенд због музичких разлика са фронтменом и главним текстописцем Ианом Андерсоном; Абрахамс је желео да наставе са блуз рок звуком њиховог дебија из 1968. године, This Was, док је Андерсон желео да дода друге музичке утицаје као што је фолк рок.
Stand Up представља први пројекат на којем је Андерсон имао пуну контролу над музиком и текстовима. Резултат је био еклектичан албум са различитим стиловима и инструментима који се појављују у његовим песмама.
Албум је брзо заузео 1. место на британским листама, што је даље покренуло каријеру бенда, док је сингл без албума „Ливинг ин тхе Паст“ достигао 3. место. Албум је такође био први успех групе у Сједињеним Америчким Државама, достигавши 20. место на Billboard 200.
Бенд се отиснуо на кратку турнеју у Шведској да подржи Џимија Хендрикса у јануару 1969. пре него што је кренуо на тромесечну турнеју по САД (прва бенда) током које је бенд снимио неалбумски сингл „Living in the Past“ и Б страну „Driving Songг“ по налогу менаџера Терри Еллиса да „одржи лонац да кључа“ у Великој Британији. Након завршетка турнеје у априлу, бенд се вратио у Британију како би започео снимање за нови албум.

## Музички стил
Албум и даље показује велики утицај блуза, као у првој нумери „A New Day Yesterday“. Неке песме на албуму показују необичне инструменте, као што су „Fat Man“, свирана на мандолини, и „Jeffery Goes to Leicester Square“, изведену на балалаји. Акустичне композиције, попут „Reasons for Waiting“, демонстирирају утицај Роја Харпера на Андерсона. Инструментал „Bourée“ (једна од композиција коју група често изводи на концертима) је џез прерада песме „Bourrée in E minor“ Јохана Себастијана Баха. Сa друге стране, „Nothing Is Easy“ је џез-рок песма са бубњевима и електричном гитаром која је у контрасту са акустичним песмама са албума.
Иан Андерсон је спекулисао да су Eagles подсвесно преузели део акорда песме „We Used to Know“ када су заједно били на турнеји 1971. или 1972. и користили у својој песми „Hotel California“. Међутим, Дон Фелдер, који је написао музику за "Хотел Цалифорниа", није се придружио Орловима све до 1974. године. У интервјуу из 2016, Андерсон је изјавио да је прогресија акорда вероватно коришћена у ранијим песмама и такође је оценио „Hotel California“ „много бољом песмом“ од „We Used to Know“.

## Теме
Андерсон је описао текстове албума као састављене од мешавине измишљених сценарија, повремено помешаних са биографским анегдотама или искуствима из његовог личног живота. Песме попут „Back to the Family“ и „For a Thousand Mothers“ биле су под утицајем Андерсоновог тешкод оноса са родитељима у то време, док „We Used to Know“ описује тежак живот бенда у финансијским тешкоћама пре него што је постигао успех. Андерсон је негирао да су песме које се тичу веза као што су „A New Day Yesterday“, „Look Into the Sun“ и „Reasons for Waiting“ инспирисане стварним животним искуствима, рекавши: „увек дсм имао осећај да се не прича о правим стварима када је то у питању, и да не треба одавати праве односе у песмама.“ Андерсон је написао „Fat Man“ као референцу на бившег гитаристу Мика Абрахамса (који је био најкрупнији члан групе), међутим Андерсон је негирао да је песма била замишљена као увреда. „Jeffrey Goes to Leicester Square“ се односи на Андерсоновог пријатеља Џефрија Хамонда, који је такође спомињан на This Was и који ће се постати басиста групе 1970.

## Песме
А страна
| №  | Назив                            | Трајање |  |
| 1. | A New Day Yesterday              | 4:10    |  |
| 2. | Jeffrey Goes to Leicester Square | 2:12    |  |
| 3. | Bourée                           | 3:46    |  |
| 4. | Back to the Family               | 3:48    |  |
| 5. | Look into the Sun                | 4:20    |  |

Б страна
| №               | Назив                  | Трајање |  |
| 1.              | Nothing Is Easy        | 4:25    |  |
| 2.              | Fat Man                | 2:52    |  |
| 3.              | We Used to Know        | 4:00    |  |
| 4.              | Reasons for Waiting    | 4:05    |  |
| 5.              | For a Thousand Mothers | 4:13    |  |
| Укупно трајање: | Укупно трајање:        | 37:48   |  |